# Крупка щетинистая
Крупка щетинистая, или крупка жёсткая, или крупка щетинистоволосистая (лат. Draba hispida) — вид растений семейства Капустные (Brassicaceae).

## Описание

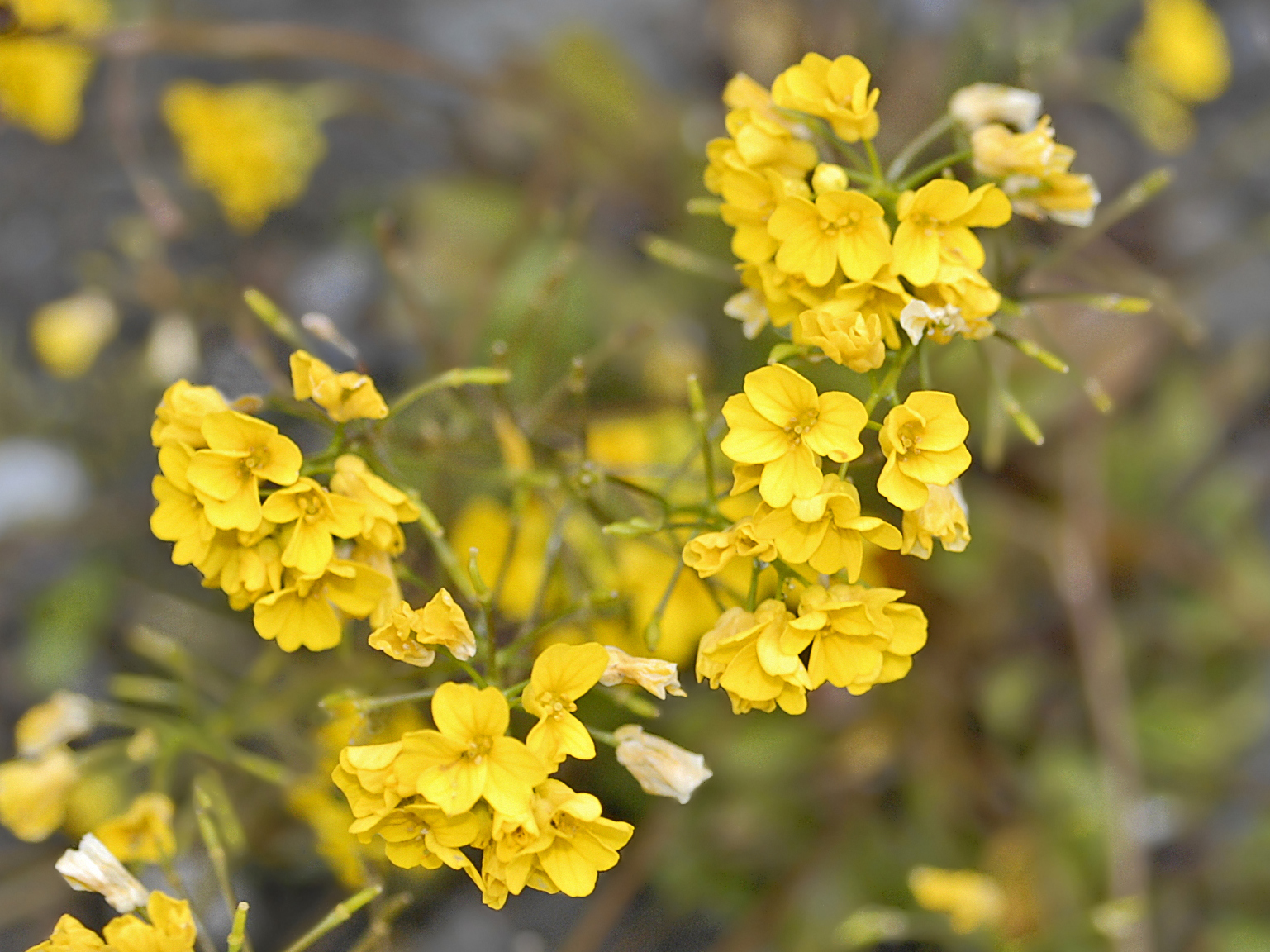
Соцветие

Многолетнее травянистое растение с прикорневой розеткой, образующее рыхлые дерновинки.
Листья обратно-яйцевидные, у основания вытянутые в довольно широкий черешок, более-менее тупые или приостренные, по краям с 1—3 (редко до 7), обычно с довольно крупными зубцами (самые мелкие иногда цельнокрайные), 1(0,5)—3,5 см длиной и 3(1,5)—12 мм шириной, с обеих сторон и по краю более-менее равномерно опушённые мелкими вильчатыми волосками, иногда почти голые.
Прямостоячие стебли несут небольшое количество жёлтых цветков, собранных в соцветия. Кисть 5-50-цветковая, в начале цветения компактная, позже довольно рыхлая, постепенно удлиняющаяся. Чашелистики продолговато-яйцевидные, голые или ближе к концу опушённые очень мелкими волосками, бледные. Лепестки продолговато-обратно-яйцевидные, по краю с довольно глубокой вырезкой, желтые, 4,5—6 мм длиной.
Плод — стручочек, удлиненно-эллиптический, притуплённый, длиной 6—13 мм и шириной 1,5—2,5 мм, голый.
Цветет с апреля по август. Плодоносит в июле.

## Распространение и среда обитания
Эндемик восточно-черноморского региона Турции и Кавказа. Вид произрастает в Малой Азии (северо-восток Турции, Центральная Анатолия и Кавказские горы).
Произрастает в субальпийском ареале на щебнях, осыпях, каменистых склонах, моренах и лугах на высоте от 800 до 3200 метров над уровнем моря.

## Синонимы
По данным GBIF на январь 2024 года в синонимику вида Draba hispida Willd. (1800) входят 6 синонимов:
- = Draba hispida var. tridentata (DC.) Kuntze (1887)
- ≡ Draba pallidiflora Rupr.
- = Draba pallidiflora Rupr. ex Tolm. (1939)
- ≡ Draba rupestris Willd.
- = Draba rupestris Willd. ex DC. (1821)
- = Draba tridentata DC. (1821)